# Martin Pečar
Martin Pečar (* 5. Juli 2002 in Izola) ist ein slowenischer Fußballspieler. Der Offensivakteur und Juniorennationalspieler steht beim NK Bravo unter Vertrag.

## Karriere

### Verein
Pečar begann seine Karriere beim FC Koper. Zur Saison 2017/18 wechselte er zum NK Olimpija Ljubljana. Nach einer Spielzeit in der slowenischen Hauptstadt wechselte er zur Saison 2018/19 nach Deutschland zu Eintracht Frankfurt. Nach drei Jahren in der Jugend der Eintracht rückte er zur Saison 2021/22 in den Kader der Profis auf. In seinem ersten Halbjahr bei den Profis schaffte es der Flügelstürmer allerdings nicht ein Mal in den Spieltagskader der Frankfurter.
Daraufhin wechselte Pečar im Februar 2022 leihweise nach Österreich zum FK Austria Wien. Bei der Austria debütierte er im selben Monat zunächst für die zweite Mannschaft in der 2. Liga, als er am 17. Spieltag gegen den Floridsdorfer AC in der Startelf stand. Bis zum Ende der Leihe spielte er neunmal in der 2. Liga, für die erste Mannschaft der Austria kam er nie zum Zug. Im Juli 2022 wurde der Slowene dann per Kaufoption fest von den Wienern verpflichtet. In der Saison 2022/23 absolvierte er 22 Partien für die Violets, mit denen er aber aus der 2. Liga abstieg.
Im August 2023 kehrte er anschließend leihweise nach Slowenien zurück und wechselte zum NK Bravo.

### Nationalmannschaft
Pečar spielte im April 2017 erstmals für eine slowenische Jugendnationalauswahl. Mit der U17-Auswahl nahm er 2018 an der EM teil. Während des Turniers kam er in allen drei Partien der Slowenen zum Einsatz, die allerdings punktelos in der Vorrunde ausschieden. Im November 2020 debütierte er im U21-Team.